# Mary Hottinger
Marie (Mary) Donald Hottinger, geborene Mackie (geboren am 20. Juni 1893 in Liverpool; gestorben am 6. Dezember 1978 in Zürich), war eine schottische Übersetzerin und Herausgeberin. Im deutschen Sprachraum ist sie in erster Linie als Herausgeberin verschiedener Anthologien von Kriminal-, Gespenster- und Gruselgeschichten bekannt geworden. Ihr dreibändiges Standardwerk mit den Titeln Mord, Mehr Morde und Noch mehr Morde, das seit Ende der 1950er Jahre immer wieder neu aufgelegt wurde, brachte die angelsächsische Kriminalgeschichte zu neuer Geltung und erhob die Zusammenstellung von Geschichten zur literarischen Kunstform.

## Leben
Marie Mackies Eltern, der Zollbeamte John Lindsay Mackie und seine Frau Louise Donald, stammten aus Dundee in Schottland; ihr älterer Bruder Norman Lindsay Mackie (1891–1915) fiel in der Schlacht bei Loos. Von 1912 bis 1915 studierte Marie Mackie Französisch und Deutsch am Girton College in Cambridge; ihren M.A. erhielt sie dort 1922. Während des Ersten Weltkriegs war sie zunächst von 1915 bis 1917 als Übersetzerin im War Office, danach bis 1919 als Privatsekretärin im Air Ministry eingesetzt. Von 1924 bis 1926 unterrichtete sie Französisch am Bedford College der University of London.
Am 24. Dezember 1926 heiratete sie den Schweizer Rechtsanwalt Markus Heinrich Hottinger (geboren 10. März 1899 in Richterswil, gestorben am 29. August 1982 in Zürich). Die beiden hatten eine Tochter (Elspeth Donald Fässler, geborene Hottinger, geboren 21. April 1930, gestorben 24. März 2004 in Zürich) sowie drei Enkel (Peter Andreas Fässler geboren 24. Februar 1958; Helen Beatrice Maule, geborene Fässler am 5. August 1961, gestorben 27. August 2014; Daniel Martin Fässler geboren 1. Mai 1961), alle in Zürich. 
Mary Hottinger wohnte foran in Zürich, wo sie zunächst als Dozentin für englische Sprache an der Universität Zürich tätig war. 1926 erschien auch ihre erste Übersetzung ins Englische, eine französische Monteverdi-Biografie von Henry Prunières. Danach verlegte sie sich auf Übersetzungen deutschsprachiger, meist Schweizer Autoren wie Gottfried Keller, Heinrich Wölfflin, Hugo von Hofmannsthal, Jacob Burckhardt und Emil Brunner. Für die Neue Schweizer Rundschau und die Schweizer Annalen schrieb sie Artikel zu englischen Themen.
Die Bekanntschaft mit der Familie Mann fällt in die 1930er Jahre: Für Thomas Mann übersetzte sie Vorträge ins Englische und übte mit ihm vor seiner ersten Vortragsreise durch die USA, und für die Geschwister Erika und Klaus Mann übersetzte sie das Sachbuch Escape to Life. Deutsche Kultur im Exil (1939) ins Englische.
Im Zweiten Weltkrieg wirkte sie im Rahmen der geistigen Landesverteidigung als Sprecherin englischsprachiger Sendungen des Landessenders Beromünster mit.
Nach dem Zweiten Weltkrieg war sie zunächst Dozentin für englische Literatur an der Volkshochschule Zürich tätig, bevor sie sich ab 1950 auf ihre Tätigkeit als Herausgeberin von Anthologien, vor allem für den Zürcher Diogenes Verlag, konzentrierte.
Zudem gab sie im Juli 1957 Englischkurse im Schweizer Rundfunk.

## Werke (Auswahl)
Mary Hottinger veröffentlichte zahlreiche Anthologien im Diogenes Verlag, Zürich. Illustriert wurden viele ihrer Geschichtensammlungen von Paul Flora:
- Standardwerk: Mord. Angelsächsische Kriminalgeschichten von Edgar Allan Poe bis Agatha Christie. Zürich 1959, ISBN  9783257200300.

Mehr Morde. 14. Auflage 1961, ISBN 3-257-20031-5.
Noch mehr Morde. Neuausgabe 2000, ISBN 3-257-20032-3.
- Die besten englischen Gespenstergeschichten (auch unter dem Titel: Gespenster. Englische Gespenstergeschichten von Daniel Defoe bis Elizabeth Bowen). Diogenes-Verlag, Zürich 1956, ISBN  9783257009064.
- Mehr Gespenster. Die besten Gespenstergeschichten aus England, Schottland und Irland. Diogenes-Verlag, Zürich 1978, ISBN 3-257-00974-7.
- Sechs Bände mit dem Titel: Der Connaisseur. 1960er Jahre.
- Familiengeschichten. Für den Literaturfreund. 1964, ISBN 3-257-21530-4.
- Wahre Morde. Die berühmtesten Kriminalfälle und -prozesse aus England. 1976, ISBN 3-257-00950-X.
- Die Spottdrossel. Vierzehn Novellen und zwölf phantastische Fabeln. Neuauflage 1993, ISBN 3-257-20234-2.